# Culeolus nadejdae
Culeolus nadejdae is een zakpijpensoort uit de familie van de Pyuridae. De wetenschappelijke naam van de soort is voor het eerst geldig gepubliceerd in 1992 door Sanamyan.